# Иван Габрић
Иван Сесар Габрић (шп. Iván César Gabrich; Човет, 28. август 1972) је бивши аргентински фудбалер. Играо је на позицији нападача.
Габрић је родом из места Човет, које се налази на југу провинције Санта Фе у Аргентини. У Човету живи велика заједница потомака исељеника из Далмације. Иванов брат од стрица, Хорхе Габрић, такође је био фудбалер.

## Успеси
Универсидад католика
- Прва лига Чилеа  (1) : 2002 Апертура[4]